# فرد زینواتس
آلفرد "فرد" زینواتس (آلمانی: Fred Sinowatz؛ ۵ فوریهٔ ۱۹۲۹ – ۱۱ اوت ۲۰۰۸) یک سیاست‌مدار اهل اتریش بود. فرد زینواتس در ۱۱ اوت ۲۰۰۸ در سن ۷۹ سالگی درگذشت.